# Kulykiwka (Tscherniwzi)
Kulykiwka (ukrainisch Куликівка; russisch Куликовка Kulikowka, rumänisch Culiceni) ist ein Dorf in der ukrainischen Oblast Tscherniwzi mit etwa 730 Einwohnern (2001).

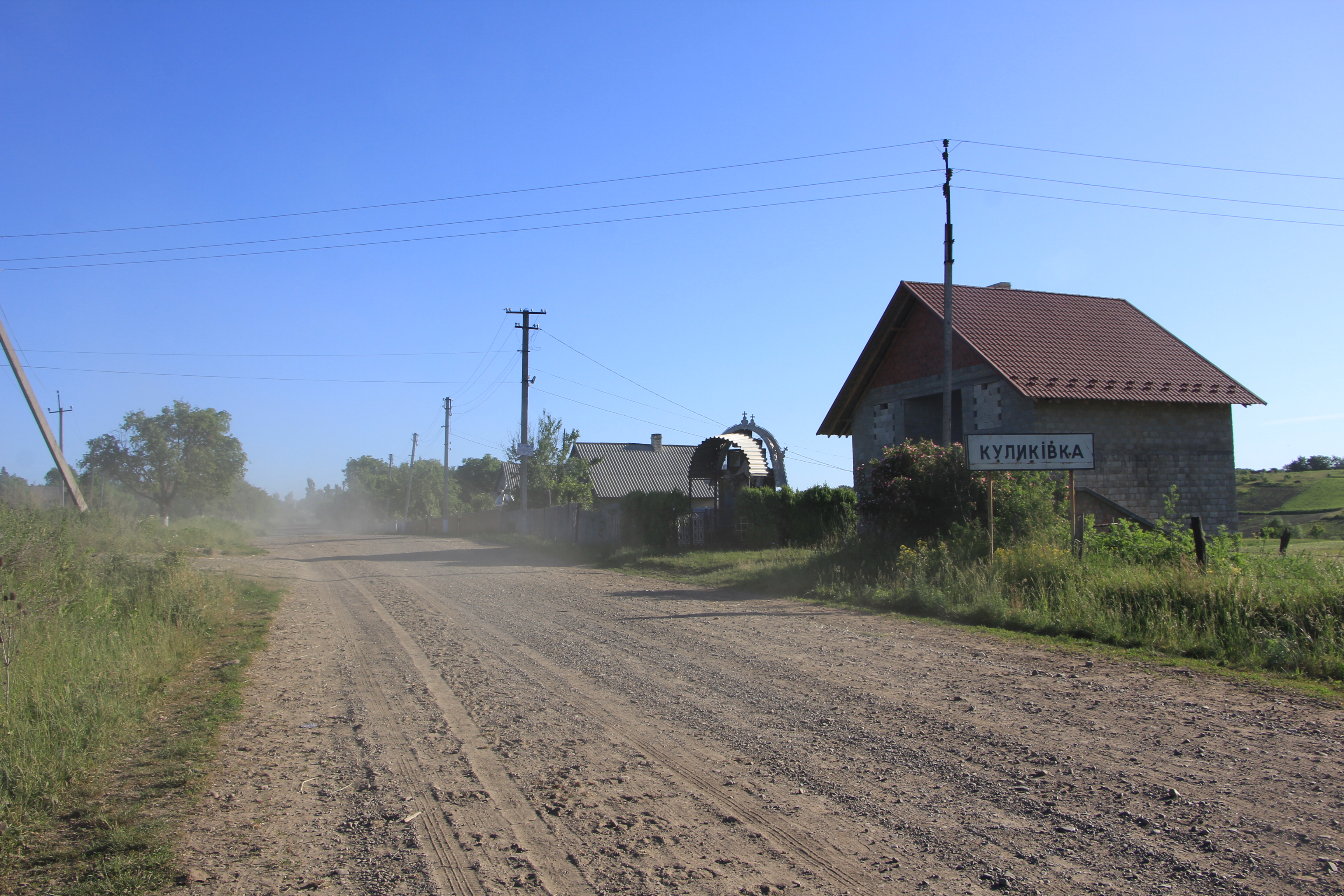
Ortseingang

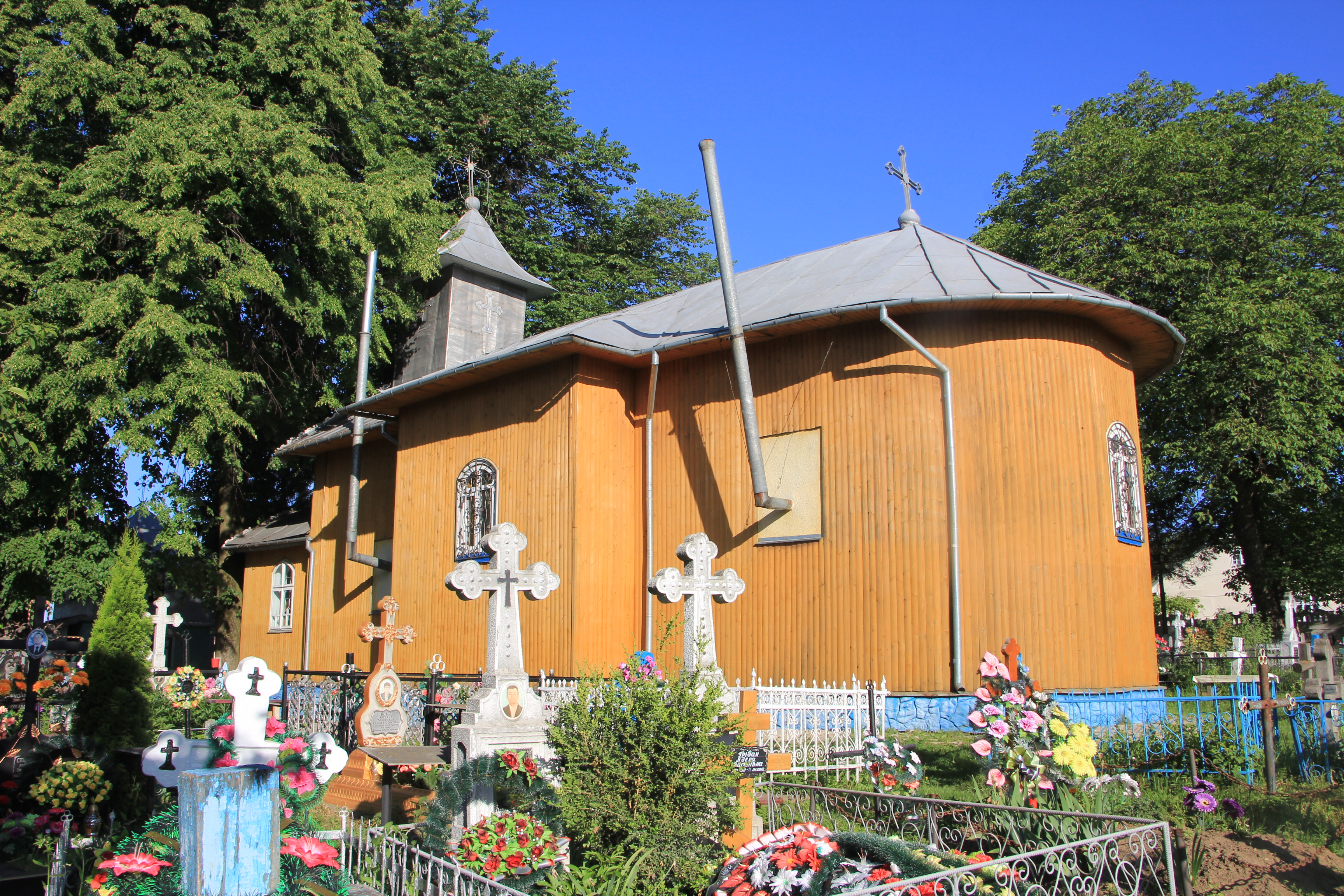
Holzkirche der Fürbitte der Jungfrau aus dem 19. Jahrhundert

In dem erstmals am 3. Juli 1575 in einem moldauischen Dokument schriftlich erwähnten Dorf befindet sich die Kirche der Fürbitte der Jungfrau, eine denkmalgeschützte Holzkirche aus der ersten Hälfte des 19. Jahrhunderts.
Ab 1940 trug der Ort den ukrainischen Namen Kulitscheny (Кулічени), am 7. September 1946 erhielt er dann seinen aktuellen Namen.
Die Ortschaft liegt im historischen Herza-Gebiet auf einer Höhe von 387 m, 11 km südwestlich vom ehemaligen Rajonzentrum Herza und 33 km südöstlich vom Oblastzentrum Czernowitz nahe der Grenze zwischen Rumänien und der Ukraine. Durch das Dorf verläuft die Territorialstraße T–26–06.
Am 20. November 2017 wurde das Dorf ein Teil neu gegründeten Stadtgemeinde Herza im Rajon Herza, bis dahin bildete es die Landratsgemeinde Kulykiwka (Куликівська сільська рада/Kulykiwska silska rada) im Süden des Rajons.
Seit dem 17. Juli 2020 ist der Ort ein Teil des Rajons Tscherniwzi.